# 함창고등학교
함창고등학교(咸昌高等學校)는 대한민국 경상북도 상주시 함창읍 증촌리에 있는 사립 고등학교이다.    

## 학교 연혁
- 1948년 1월 11일 : 재단법인 함창중학원 초대 이사장 김제천 선생 취임
- 1948년 1월 11일 : 재단법인 함창중학원 설립인가(수업연한 3년 6학급)
- 1948년 2월 5일 : 함창초급중학교 개교
- 1948년 2월 5일 : 함창초급중학교 초대 교장 김한종 선생 취임
- 1949년 4월 1일 : 교명을 함창중학교로 변경(수업연한 4년 8학급으로 개편)
- 1951년 7월 12일 : 교육법 개정으로 4년제 및 3년제 졸업식 거행
- 1952년 4월 4일 : 재단법인 함창교육재단으로 개편인가
- 1952년 4월 4일 : 함창고등학교 설립인가 (6학급)
- 1952년 5월 5일 : 함창고등학교 개교, 교장 김재천 선생 취임
- 1964년 2월 27일 : 학교법인 함창교육재단으로 개편인가
- 2001년 12월 22일 : 제3대 주대중 이사장 취임
- 2003년 2월 25일 : 세종관(남자 기숙사) 개축(18실)
- 2004년 9월 2일 : 천마관 준공(41실)
- 2006년 8월 31일 : 춘추관(여자 기숙사) 개축(17실)
- 2011년 3월 15일 : 천마플라자(대강당) 준공
- 2013년 10월 10일 : 선진형 교과교실제 운영
- 2014년 6월 30일 : 남녀공학전환 승인
- 2016년 3월 1일 : 교육부요청 경상북도교육청지정 연구학교(과학중점) 운영(~2017년)
- 2017년 3월 2일 : 특수학급 1학급 인가(13학급 편성)
- 2020년 3월 1일 : 고교학점제 선도학교 운영
- 2022년 12월 27일 : 생활관(시은관-施恩館) 개관(20실)
- 2023년 3월 1일 : 제15대 교장 김규하 선생 취임
- 2023년 3월 2일 : 2023학년도 입학식(94명)
- 2024년 1월 31일 : 제70회 졸업식(졸업생 89명, 누계 10,152명)

## 참고 자료
- 함창고등학교 - 한국교육학술정보원 학교알리미